# Begonia lombokensis
Espèce
Begonia lombokensis est une espèce de plantes de la famille des Begoniaceae.
Elle a été décrite en 2009 par Deden Girmansyah.